# Conicofrontia
Conicofrontia là một chi bướm đêm thuộc họ Noctuidae.

## Các loài
- Conicofrontia dallolmoi Berio, 1973
- Conicofrontia diamesa (Hampson, 1920)
- Conicofrontia sesamoides Hampson, 1902